# As, Belgien
As är en kommun i Belgien.   Den ligger i provinsen Limburg och regionen Flandern, i den östra delen av landet, 90 kilometer öster om huvudstaden Bryssel. Antalet invånare är 7 844. As gränsar till Maasmechelen och Dilsen-Stokkem. 
I omgivningarna runt As växer i huvudsak blandskog. Runt As är det tätbefolkat, med 427 invånare per kvadratkilometer.